# James W. Douglas
Pour les articles homonymes, voir James Douglas et Douglas.
James William Douglas (1875-7 novembre 1883) est un homme politique canadien de la Colombie-Britannique. Il est député provincial indépendant de la circonscription britanno-colombienne de Victoria City de 1875 à 1878.

## Biographie
Né à Victoria dans la  colonie de l'île de Vancouver, Douglas est le fils de James Douglas d'un gouverneur de colonie et d'une mère anglo-métisse, fille de William Connolly (en) qui œuvre dans le commerce des fourrures. Il étudie le droit avec John Foster McCreight.
Douglas marrie la fille du premier ministre provincial Andrew Charles Elliott.
Il meurt à San Francisco en novembre 1883 à l'âge de 32 ans.